# Jerold T. Hevener
Jerold T. Hevener (30 de abril de 1873 – 13 de abril de 1947) fue un actor de cine y director estadounidense. Apareció en 36 películas y dirigió otras 18 películas entre 1912 y 1917. Nació en Filadelfia, Pensilvania. Estuvo casado con la actriz Grace Clack. Murió en el Middlesex General Hospital en Nueva Jersey en 1947.

## Filmografía seleccionada

### Como actor
| - A Terrible Tragedy (1916) - Edison Bugg's Invention (1916) - All for a Girl (1915) como el conde Barony - Her Choice (1915) - Matilda's Legacy (1915) - A Lucky Strike (1915) - Cupid's Target (1915) - What He Forgot (1915) - Jealous James (1914) - A Fool There Was (1914) - He Won a Ranch (1914) - Building a Fire (1914) - A Prize Package (1912) - The Widow Casey's Return (1912) - The Dream of a Moving Picture Director (1912)[cita requerida] \| - It Happened in Pikersville (1916)[2] - A Terrible Tragedy (1916) - Edison Bugg's Invention (1916) - The Crazy Clock Maker (1915) - The Prize Baby (1915) \| - Cupid's Target (1915) - What He Forgot (1915) - The Soubrette and the Simp (1914) - The Smuggler's Daughter (1914) - The Female Cop (1914) \| 1. 2. - Esta obra contiene una traducción derivada de «Jerold T. Hevener» de Wikipedia en inglés, publicada por sus editores bajo la Licencia de documentación libre de GNU y la Licencia Creative Commons Atribución-CompartirIgual 4.0 Internacional. - Jerold T. Hevener en Internet Movie Database (en inglés). - portraits | |
| - It Happened in Pikersville (1916) - A Terrible Tragedy (1916) - Edison Bugg's Invention (1916) - The Crazy Clock Maker (1915) - The Prize Baby (1915) | - Cupid's Target (1915) - What He Forgot (1915) - The Soubrette and the Simp (1914) - The Smuggler's Daughter (1914) - The Female Cop (1914) |